# Marika Cifor
Pour les articles homonymes, voir Cifor.
Marika Cifor est une féministe et archiviste américaine, chercheuse et professeure adjointe à l’Université de Washington en archivistique et humanités numériques.

## Biographie
Marika Cifor a obtenu une maitrise en histoire et une autre en bibliothéconomie et sciences de l’information à l’Université Simmons à Boston et ensuite son doctorat en 2017 à l’Université de Californie, en sciences de l’information, études féministes et humanités numériques. Elle a été stagiaire postdoctorale au Consortium for Faculty Diversity du Collège Bowdoin, en études féministes, des genres et des sexualités. En 2018, elle est devenue professeure adjointe en bibliothéconomie et sciences de l’information à l’Université de Washington, à Seattle. Ses travaux portent entre autres sur l’affect, la mémoire, le corps, les archives communautaires et les cultures numériques.

## Contribution intellectuelle
Son approche de l’archivistique et des humanités numériques est multidisciplinaire. Ses intérêts en recherche se concentrent sur les individus et les communautés marginalisés, soit par la race, l’orientation sexuelle, le genre ou le statut VIH. Elle s’intéresse en particulier à la façon dont ces individus et communautés sont représentés à travers les archives et les cultures numériques, et celle dont ils se représentent et se documentent eux-mêmes à travers les archives communautaires et participatives. Ses travaux ont également porté sur les contributions de l’étude des émotions en lien avec l’archivistique et la composante affective des archives en tant que telle. Sa vision de l’archivistique s’aligne avec une conception postmoderne de la profession, qui remet en question son objectivité et sa neutralité et admet l’influence des facteurs sociaux et culturels dans la création de la connaissance, et plus spécifiquement celle des archives.
Sa thèse de doctorat porte sur les archives qui documentent l’activisme autour du sida/VIH dans les années 1980 et 1990 aux États-Unis. En 2021, elle travaille à mettre cette thèse sous forme de livre, qui s’intitulera Viral Cultures: Activist Archives at the End of AIDS through an archival ethnography. L’ouvrage traitera du potentiel des émotions présentes dans ces archives, en particulier celui de la nostalgie, et leur utilisation par une nouvelle génération d’activistes, d’archivistes et d’artistes.
Ses travaux relèvent d’une préoccupation de la façon dont les archives et les technologies numériques influencent l’identité, l’expérience et leur rôle dans les changements sociaux. Dans son article Aligning Bodies: Collecting, Arranging, and Describing Hatred for a Critical Queer Archives, elle explore les théories de l’affect et queer au sein des archives. À partir de ses observations des archives et des collections LGBT, elle propose comment des éléments de ces théories peuvent être appliqués aux pratiques d’évaluation, de classement et de description des archives, en s’inspirant de la représentation de la haine dans les archives LGBT et queer. Elle a également effectué des travaux sur les archives communautaires et celles reliées à l’activisme, et attire l’attention sur l’importance de leur contribution savante à l’archivistique et à l’étude de l’activisme, de l’engagement du public avec le passé, en plus de leur rôle dans la société en matière de justice et de changements sociaux.
Plusieurs de ses travaux visent l’application de théories, de principes et d’approches issues des études féministes à l’archivistique, tant en recherche que dans la pratique. Dans l’article Critical Feminism in the Archives, corédigé avec Stacy Wood, elle examine le potentiel de l’apport féministe dans les archives, au-delà des questions de représentation et de développement des collections. Elle fait l’examen de l’intervention féministe dans le monde des archives, à travers les archives communautaires et l’intérêt qu’y ont porté de nombreuses auteures et de chercheuses féministes depuis les années 1970 aux États-Unis. Elle met de l’avant les avantages d’« un engagement féministe sérieux avec la théorie et la pratique archivistique », qui insiste sur l’importance de la représentation pour l’identité collective et la nécessité de prendre en compte les critiques du pouvoir en place, et qui permet de soulever d’autres questions autour des politiques institutionnelles et des structures établies.
De façon similaire, dans l’article From Human Rights to Feminist Ethics: Radical Empathy in the Archives, rédigé en collaboration avec l’archiviste Michelle Caswell, elle se penche sur l’application de l’éthique de la sollicitude (ethics of care), issue de l’éthique féministe, à l’archivistique. Elle propose d’appliquer les principes de l’empathie radicale aux assises théoriques archivistiques en matière de justice sociale, assises qui jusqu’ici s’en tiennent à l’établissement d’« un cadre légaliste axé sur les droits pour définir le rôle des documents, des centres d’archives et des archivistes ». Selon l’approche suggérée, les archivistes sont perçus plutôt comme « gardiens responsables, liés aux créateurs de documents, aux sujets, aux utilisateurs et aux communautés grâce à un réseau de liens de responsabilités qui sont mutuellement affectifs ».

## Publications
- Cifor, M., Caswell, M., Migoni, A.A. & Geraci, N. (2018). ‘What We Do Crosses over to Activism’: The Politics and Practice of Community Archives. The Public Historian 40(2): 69-95.
- Cifor, M. (2017). Stains and Remains: Liveliness, Materiality, and the Archival Lives of Queer Bodies. Australian Feminist Studies 91-92: 5-21.

- Cifor, M., Wood, S. (2017). Critical Feminism in the Archives. Journal of Critical Library and Information Studies 1(2).
- Cifor, M. (2016). Affecting Relations: Introducing Affect Studies to Archival Discourse. Archival Science 16(1): 7-31.
- Cifor, M. (2016). Aligning Bodies: Collecting, Arranging, and Describing Hatred for a Critical Queer Archives. Library Trends 64(4): 756-775.
- Caswell, M., Cifor, M. (2016). From Human Rights to Feminist Ethics: Radical Empathy in the Archives. Archivaria 81: 23-83.